# Pietra Jukoski
Pietra Zanchetta Jukoski da Silva (ur. 4 maja 1998 w Maringá) – brazylijska siatkarka, grająca na pozycji przyjmującej. 
Ma polskie korzenie, gdyż jej pradziadek wyjechał z Polski po II wojnie światowej. Wyemigrował do Porto Alegre i stamtąd pochodzi rodzina Pietry. Jej ojciec o imieniu Paulo w 1992 roku zdobył złoty medal na igrzyskach olimpijskich w Barcelonie. Brat Pedro również jest siatkarzem.

## Sukcesy klubowe
Klubowe mistrzostwa Ameryki Południowej:
- 2015

Liga brazylijska:
- 2015

Klubowe mistrzostwa arabskie:
- 2020

Liga polska:
- 2022[5]

## Sukcesy reprezentacyjne
Mistrzostwa Ameryki Południowej kadetek:
- 2014